# Derk Timens Smid

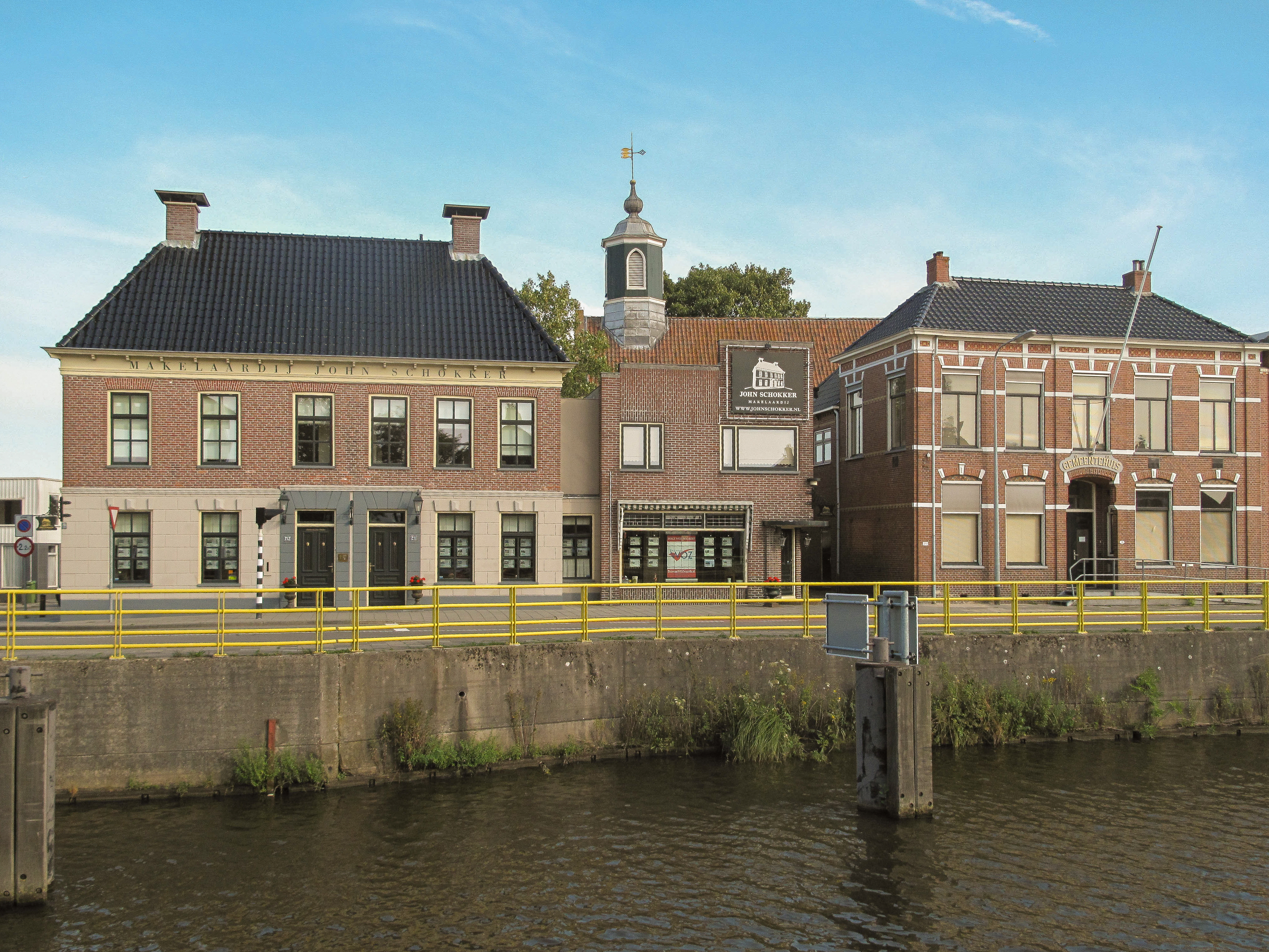
Links het oude gemeentehuis van Hoogkerk, rechts het latere gemeentehuis uit 1880.

Derk Timens Smid (Hoogkerk, 16 januari 1824 – aldaar, 5 augustus 1907) was burgemeester van Hoogkerk (in de Nederlandse provincie Groningen) van 1866 tot en met 1906.
Derk Smid was de zoon van Timen Jans Smid (1797-1860) en Annegien Derks Stel (1795-1863). Zijn vader was kastelein en in de laatste jaren van zijn leven commissionair. Hij was de derde van tien kinderen.
Derk Smid trouwde in 1845 met Geesien Hendriks Venema. Zij kregen acht kinderen, van wie er twee kort na de geboorte overleden. Na het overlijden van zijn vrouw in februari 1876, trouwde hij in oktober van datzelfde jaar met Geziena Beekman. Zij kregen twee kinderen.
Smid werd in 1841, op zeventienjarige leeftijd, werkzaam als onderwijzer en werd in 1844 hoofd der school in Dorkwerd. Na veertien jaar in het onderwijs, werd hij in 1856 gemeentesecretaris van Hoogkerk, een betrekking die hij 50 jaar zou bekleden. Vanaf 1860 was hij daarnaast pres.-kerkvoogd. Hij was van 1864 tot 1905 tevens secretaris van het waterschap Westerkwartier. In 1866 werd hij, naast zijn aanstelling als gemeentesecretaris, burgemeester van Hoogkerk, wat hij 40 jaar lang zou blijven, tot zijn 82e.
In 1857 was hij mede-oprichter van het departement Hoogkerk van de Maatschappij tot Nut van 't Algemeen (met onder anderen hoofd der school J. Mulder). Smid werd secretaris en later voorzitter van deze afdeling en bleef zijn leven lang lid.
Tijdens zijn laatste raadsvergadering als burgemeester in december 1906, beëdigde hij zijn zoon Willem Smid als secretaris der gemeente Hoogkerk. Na Smids overlijden een half jaar later, in augustus 1907, verscheen er een necrologie in het Nieuwsblad van het Noorden.

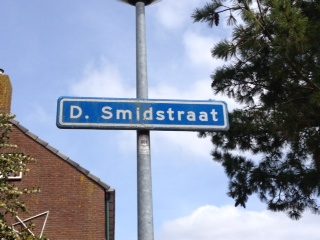
Straatnaambordje D. Smidstaat in Groningen.

## Straatnaam
In Groningen is een straat vernoemd naar Derk Smid, in de wijk Hoogkerk (het voormalige dorp Hoogkerk): de Burgemeester D. Smidstraat.

## Artikel
- Stad en dorp, in: Nieuwsblad van het Noorden (09-08-1907). Korte levensbeschrijving van burgemeester D. Smid. Op delpher.nl.